# Moriarty (román)
Moriarty (2014) je detektivní román Anthonyho Horowitze, který duchem navazuje na jeho starší román Dům hedvábí (2011) a také se odehrává ve světě Sherlocka Holmese. Děj románu začíná po událostech popsaných v povídce Poslední případ, kdy si celý svět myslí, že Sherlock Holmes i profesor Moriarty zemřeli u Reichenbašských vodopádů. Detektiv od Pinkertonů Frederick Chase spolu s inspektorem Scotland Yardu Athelney Jonesem (vystupujícím i v původním Kánonu Sherlocka Holmese) vyšetřují sérii vražd v Londýně. Dodatkem k románu je povídka Tři královny, která je jakoby sepsána Johnem Watsonem a součástí Kánonu a líčí nesouvisející detektivní případ, ve kterém je Athelney Jones vyškolen a zahanben Sherlockem Holmesem, což je několikrát zmiňováno v samotném románu Moriarty.

## Děj
Vše začíná ve Švýcarsku u Reichenbašských vodopádů. Je tam nalezeno tělo, přičemž se předpokládá, že patří Jamesovi Moriartymu – úhlavnímu nepříteli Sherlocka Holmese. Předpokládá se také, že při zápasu s Moriartym spadl do propasti i světoznámý detektiv Sherlock Holmes. Na toto místo se vydává z New Yorku detektiv Frederick Chase, který pracuje u detektivní kanceláře Pinkertonů. Na místě činu se setkává Frederick Chase, mimochodem vypravěč celého příběhu, s inspektorem Scotland Yardu, Athelneyem Jonesem. Po prohledání mrtvého těla najde pan Jones v zašité kapse kus papíru, na kterém stojí výňatek z článku sepsaného Johnem Watsonem. Po důkladnějším prozkoumání tohoto článku se ukáže, že se jedná o šifru; tu se povede Jonesovi společně s Chasem rozluštit a zavede je Café Royal v Londýně. Po rozšifrování jim vyjde, že se jedná o schůzku v Londýně Moriartyho a kohosi. Ten kdosi ale není pro tyto detektivy až takovou záhadou, neboť podle všeho přijela do Londýna nejmocnější zločinecká organizace New Yorku, kterou vede Clarence Devereux; kvůli němu se Chase vydal do Evropy. Nikdo z policejních orgánů popis Devereuxe nemá, ale vědí, že je velmi opatrný a trpí agorafobií, takže se s největší pravděpodobností na schůzku nedostaví osobně. Tak se také stane. Chase se i s Jonesem po zfalšované zprávě v novinách o tom, že Moriartyho neidentifikovali, dostavili do Café Royal. Hrají, že se neznají a sedí každý u svého stolu. Najednou přijde chlapec, který ví, kam má jít podle znamení, které stálo v šifře, jak se má označit. Chase se představí jako profesor Moriarty a chlapec se představí jako Perry. Hovoří spolu a chlapec po něm chce poznávací heslo, které měl dostat. To však Chase nezná, a tak na něj Perry vytáhne nůž a nařízne mu krk; poté prchá z podniku pryč. Jones ho pronásleduje a to ho dovede do Bladeston House. Tam se později vydají s Chasem a objeví tam jednoho amerického zločince, Scotchyho Lavella. Lavelle je druhého dne nalezen mrtvý i se všemi členy domácnosti. Poté se dostávají do klubu Bostonian, kde narážejí na Edgara a Lelanda Morlakeovi – další americké zločince. Tam však již podruhé narazí na stopu, kterou viděli už v kanceláři Lavella a ta je dovede do holičství, kde však nic nenajdou. Vzápětí je vyhozena do povětří budova Scotland Yardu; nálož byla uložena nápadně blízko Jonesovi kanceláře. Po výbuchu vidí opět Perryho, kterého znovu pronásledují, ale opět jim unikne. Tentokrát je zavede na americké vyslanectví, kam se na večírek vloudí jako pan Lavelle a doprovod, jak to stálo v pozvánce v Lavellově kanceláři, neboť jim zákon nedovoluje operovat na půdě vyslanectví. Tam jsou ale odhaleni Mortlakeovými a setkávají se se třetím tajemníkem vyslance. Jones si však všimne podivného chování tajemníka a pomocí jeho agorafobie odhalí, že se jedná o Clarence Devereuxe. Jones si něco uvědomí a vrací se do holičství, kde je holič a flašinetář. Ukáže se, že to jsou kriminálníci a dělají zakázku pro Deverexe, ta je však nucená a oni z ní musejí odevzdat podíl převyšující padesát procent. Jde o vykopání tunelu do protější budovy a následné vykradení trezorů. Detektivové toho využijí a dohodnou se s holičem, že pomocí nich nastraží past na Devereuxe; ten souhlasí. Bylo dohodnuto předání podílu ve skladišti. To se také uskuteční, ale detektivové tam připravili schované policisty. Předání probíhá s Mortlakem, ten ale rozpoutá s policií přestřelku a unikne. Poté se dostaví Jonesovi telegram od jeho ženy, že unesli jeho dceru. Ten se podle pokynů i s Chasem dostává na hřbitov, kde je jeho dcera podle slibu propuštěna na svobodu, ale oni dva jsou zajati. Po probuzení se ocitnou na jatkách v chladicím skladu, kde se po chvíli setkávají i s Devereuxem. Ten pak odchází a Mortlake z něj má dostat informace, ale oba detektivové unikají pryč a opět se tam vyskytne Perry, který jim tentokrát však pomůže se zbavit nepřátel. Detektivové se vrátili na vyslanectví, tentokrát ale jako policisté, co si jdou pro Devereuxe. Při odjezdu Chase vytáhne pistoli a střelí Jonese do hlavy. Jak se ukáže, Chase je ve skutečnosti Moriarty, který se snažil zastavit Devereuxe, který mu ničil zločinecké londýnské impérium. Na konci odjíždí Moriarty i se svým společníkem Perrym do New Yorku i s Devereuxem v kufru, aby mu rozvrátil na oplátku jeho newyorské impérium.

## Nakladatelské údaje
- Anthony Horowitz: Moriarty, Orion Publishing Group 23. října 2014. 320 stran ISBN 978-1-4091-0947-1

### Česká vydání
- Anthony Horowitz: Moriarty, Argo 2015 (překlad Zora Šíchová). 336 stran ISBN 978-80-257-1398-3